# Hohensolms
Hohensolms ist ein Ortsteil der Gemeinde Hohenahr im mittelhessischen Lahn-Dill-Kreis.

## Geographische Lage
Der Ort Hohensolms liegt auf einem Hochplateau aus Deckdiabas im südlichen Teil des Naturparks Lahn-Dill-Bergland inmitten einer typischen Mittelgebirgslandschaft. Seine Nachbarorte sind im Norden Erda, im Osten Königsberg, im Süden Blasbach und Hermannstein sowie im Westen Großaltenstädten. Die höchste Stelle der Gemarkung befindet sich auf dem 442 Meter hohen Altenberg. Oberhalb des Ortes liegt der sogenannte Hals mit dem ehemaligen Park des Schlosses. In der Gemarkung entspringen der Stadterbach und der Reinbach.

## Geschichte

### Ortsgeschichte

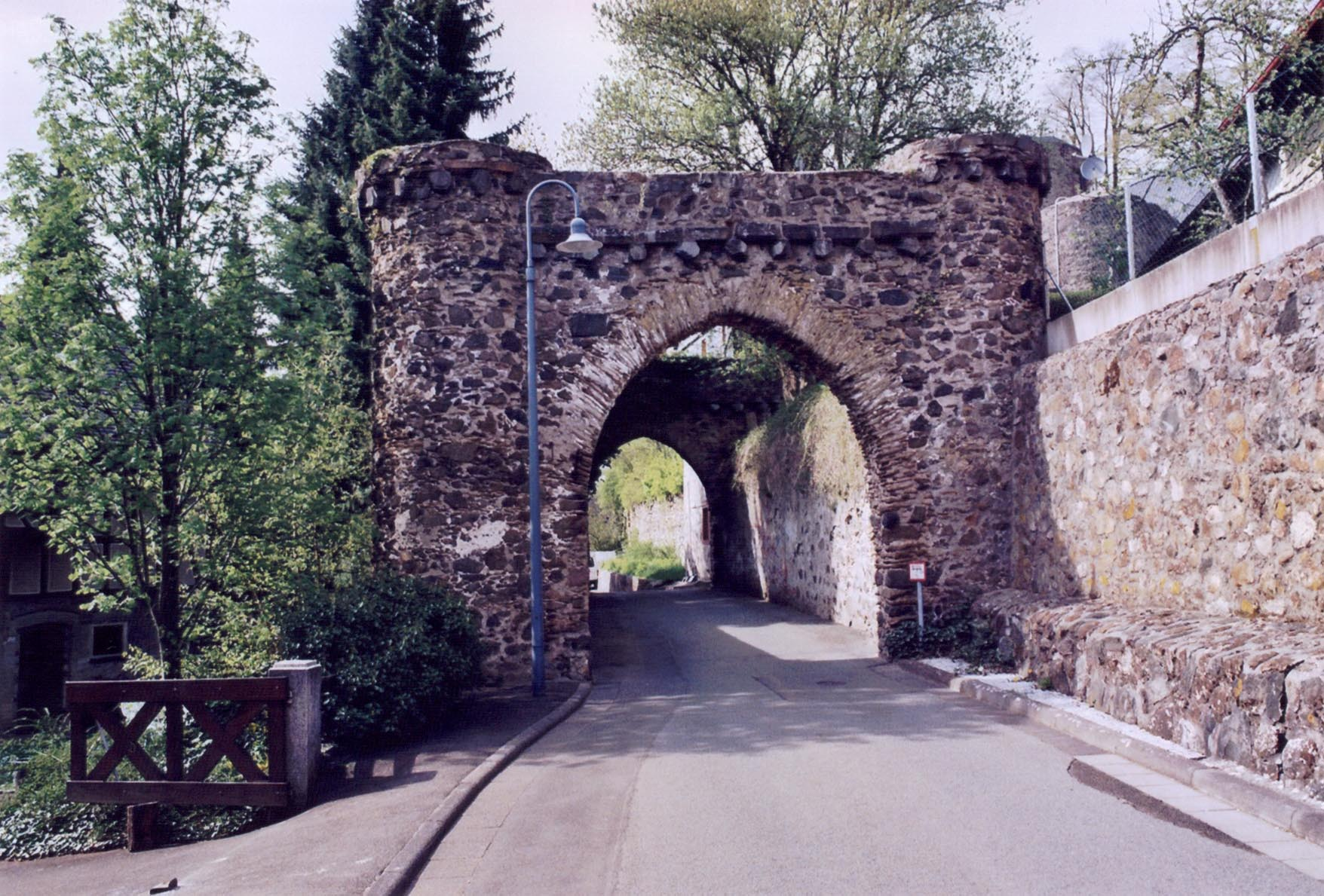
Ehemaliges Stadttor

Im Jahre 1350 errichteten die Grafen von Solms auf dem 435 Meter hohen Ramsberg eine Burg als Nachfolgerbau ihrer zerstörten Burganlage auf dem 2 Kilometer entfernten Altenberg. Wohl gleichzeitig entwickelte sich im Schutz dieser neuen Burg Hohensolms eine gleichnamige Siedlung. Schon 1358 wird der Ort erstmals urkundlich erwähnt.
Der zunächst als Tal bezeichnete Ort besaß schon früh partielle Stadtrechte, welche durch gräfliche Freiheitsbriefe in den Jahren 1639, 1641, 1658 und 1803 mehrfach bestätigt wurden. Zu den Privilegien zählten u. a. das Marktrecht sowie eine eigene Gerichtsbarkeit. So ist ab 1509 die Existenz eines Schöffengerichts nachgewiesen. Eine wichtige Rolle spielte früher der ebenfalls schon seit dem 16. Jahrhundert belegte „Wollmarkt“, der alljährlich im Juni abgehalten wurde und zeitweise ein Volksfest von überregionaler Bedeutung war.
Große Not brachte der Dreißigjährige Krieg, in dem Hohensolms zeitweise von kaiserlichen Truppen besetzt war, die von hier aus Raubzüge in die Umgebung unternahmen. Hinzu kam eine starke Pestepidemie im Jahr 1635. Damit verbunden war ein starkes Absinken der Bevölkerungszahl.
Schwere Folgen hatte für die damalige Stadt Hohensolms auch die Zeit des Siebenjährigen Krieges und der französischen Revolutionskriege, als es zu Einquartierungen und Kampfhandlungen in Ortsnähe und in der Folge zu einer großen Verschuldung der Stadt zu Beginn des 19. Jahrhunderts kam.
Bei Großbränden in den Jahren 1751, 1786 und 1803 wurden zahlreiche Häuser zerstört.
1448 wurde eine Burgkapelle erbaut, die 1454 in den Rang einer Pfarrkirche erhoben wurde. Hohensolms war Pfarrsitz bis zum 31. Dezember 2019 und ist seitdem pfarramtlich mit der Evangelischen Kirchengemeinde Erda-Großaltenstädten verbunden.
Ab 1629 war Hohensolms Residenz der Grafen von Solms-Hohensolms. Damit verbunden war eine Blütezeit des Ortes. Gegen Ende der 1760er Jahre siedelte der gräfliche Hof dann von Hohensolms nach Lich über. In der Folge sank die einstige Residenzstadt zu einer überwiegend bäuerlich geprägten Siedlung herab.
Im 17. Jahrhundert wurde hier auch eine Münzstätte betrieben.
1806 wurde das Solmser Gebiet für einige Jahre nassauisch, bevor es 1815 an Preußen kam und dem preußischen Kreis Braunfels angeschlossen wurde. 1822 kam Hohensolms zum Kreis Wetzlar. Seit 1977 gehört es zum Lahn-Dill-Kreis.
Jahrhundertelang befand sich im Ort der Verwaltungssitz des zunächst solmsischen, später nassauischen und zuletzt preußischen Amt Hohensolms, eines zehn Ortschaften umfassenden Verwaltungsbezirks. Die Amtsbürgermeisterei wurde 1934 aufgelöst. Danach bildete der Ort bis 1972 eine selbstständige Gemeinde.

### Hessische Gebietsreform
Im Zuge der Gebietsreform in Hessen schloss sich die bis dahin selbstständige Gemeinde Hohensolms am 1. April 1972 auf freiwilliger Basis mit den Gemeinden Erda und Ahrdt zur neugegründeten Gemeinde Hohenahr zusammen. Für Hohensolms wurde wie für die übrigen Ortsteile ein Ortsbezirk mit Ortsbeirat und Gemeindevorsteher errichtet. Sitz der Gemeindeverwaltung wurde der Ortsteil Erda.

### Verwaltungsgeschichte im Überblick
Die folgende Liste zeigt die Staaten und Verwaltungseinheiten, denen Hohensolms angehört(e):
- ab 1323: Heiliges Römisches Reich, Grafschaft Solms (Gemeinsamer Besitz der Linien Solms-Braunfels, Solms-Burgsolms und Solms-Königsberg), Amt Hohensolms
- ab 1351: Heiliges Römisches Reich, Grafschaften Solms-Braunfels und Solms-Burgsolms gemeinschaftlich, Amt Hohensolms
- ab 1415: Heiliges Römisches Reich, Grafschaft Solms-Braunfels, Amt Hohensolms
- ab 1432: Heiliges Römisches Reich, Grafschaft Solms-Lich in verschiedenen Teilungskonstellationen, Amt Hohensolms
- ab 1622: Heiliges Römisches Reich, Grafschaft Solms-Hohensolms, Amt Hohensolms
- ab 1718: Heiliges Römisches Reich, Grafschaft Solms-Hohensolms-Lich, Amt Hohensolms
- ab 1792: Heiliges Römisches Reich, Fürstentum Solms-Hohensolms-Lich, Amt Hohensolms
- ab 1806: Herzogtum Nassau,[Anm. 2] Amt Hohensolms
- ab 1816: Königreich Preußen,[Anm. 3] Provinz Großherzogtum Niederrhein, Regierungsbezirk Koblenz, Kreis Braunfels, Amtsbürgermeisterei Hohensolms
- ab 1822: Königreich Preußen, Rheinprovinz, Regierungsbezirk Koblenz, Kreis Wetzlar, Amtsbürgermeisterei Hohensolms
- ab 1866: Norddeutscher Bund, Königreich Preußen, Rheinprovinz, Regierungsbezirk Koblenz, Kreis Wetzlar,  Amtsbürgermeisterei Hohensolms
- ab 1871: Deutsches Reich, Königreich Preußen, Rheinprovinz, Regierungsbezirk Koblenz, Kreis Wetzlar, Amtsbürgermeisterei Hohensolms
- ab 1918: Deutsches Reich, Freistaat Preußen, Rheinprovinz, Regierungsbezirk Koblenz, Kreis Wetzlar, Amtsbürgermeisterei Hohensolms
- ab 1932: Deutsches Reich, Freistaat Preußen, Provinz Hessen-Nassau, Regierungsbezirk Wiesbaden, Kreis Wetzlar
- ab 1944: Deutsches Reich, Freistaat Preußen, Provinz Nassau, Kreis Wetzlar
- ab 1945: Deutsches Reich, Amerikanische Besatzungszone,[Anm. 4] Groß-Hessen, Regierungsbezirk Wiesbaden, Kreis Wetzlar
- ab 1946: Deutsches Reich, Amerikanische Besatzungszone, Hessen, Regierungsbezirk Wiesbaden, Kreis Wetzlar
- ab 1949: Bundesrepublik Deutschland, Hessen, Regierungsbezirk Wiesbaden, Kreis Wetzlar
- ab 1968: Bundesrepublik Deutschland, Hessen, Regierungsbezirk Darmstadt, Kreis Wetzlar
- ab 1977: Bundesrepublik Deutschland, Hessen, Regierungsbezirk Darmstadt, Lahn-Dill-Kreis
- ab 1981: Bundesrepublik Deutschland, Hessen, Regierungsbezirk Gießen, Lahn-Dill-Kreis

## Bevölkerung

### Einwohnerentwicklung
| Hohensolms: Einwohnerzahlen von 1834 bis 2018 | Hohensolms: Einwohnerzahlen von 1834 bis 2018 | Hohensolms: Einwohnerzahlen von 1834 bis 2018 | Hohensolms: Einwohnerzahlen von 1834 bis 2018 | Hohensolms: Einwohnerzahlen von 1834 bis 2018 |
| --- | --------------------------------------------- | --------------------------------------------- | --------------------------------------------- | --------------------------------------------- |
| Jahr |                                               |                                               |                                               | Einwohner                                     |
| 1834 | 1834                                          |                                               | 479                                           | 479                                           |
| 1840 | 1840                                          |                                               | 473                                           | 473                                           |
| 1846 | 1846                                          |                                               | 522                                           | 522                                           |
| 1852 | 1852                                          |                                               | 487                                           | 487                                           |
| 1858 | 1858                                          |                                               | 467                                           | 467                                           |
| 1864 | 1864                                          |                                               | 474                                           | 474                                           |
| 1871 | 1871                                          |                                               | 432                                           | 432                                           |
| 1875 | 1875                                          |                                               | 446                                           | 446                                           |
| 1885 | 1885                                          |                                               | 509                                           | 509                                           |
| 1895 | 1895                                          |                                               | 495                                           | 495                                           |
| 1905 | 1905                                          |                                               | 495                                           | 495                                           |
| 1910 | 1910                                          |                                               | 484                                           | 484                                           |
| 1925 | 1925                                          |                                               | 567                                           | 567                                           |
| 1939 | 1939                                          |                                               | 500                                           | 500                                           |
| 1946 | 1946                                          |                                               | 743                                           | 743                                           |
| 1950 | 1950                                          |                                               | 746                                           | 746                                           |
| 1956 | 1956                                          |                                               | 696                                           | 696                                           |
| 1961 | 1961                                          |                                               | 673                                           | 673                                           |
| 1967 | 1967                                          |                                               | 774                                           | 774                                           |
| 1970 | 1970                                          |                                               | 781                                           | 781                                           |
| 1981 | 1981                                          |                                               | 866                                           | 866                                           |
| 1987 | 1987                                          |                                               | 894                                           | 894                                           |
| 2004 | 2004                                          |                                               | 795                                           | 795                                           |
| 2010 | 2010                                          |                                               | 734                                           | 734                                           |
| 2013 | 2013                                          |                                               | 747                                           | 747                                           |
| 2018 | 2018                                          |                                               | 752                                           | 752                                           |
| Datenquelle: Historisches Gemeindeverzeichnis für Hessen: Die Bevölkerung der Gemeinden 1834 bis 1967. Wiesbaden: Hessisches Statistisches Landesamt, 1968. Weitere Quellen: ; nach 1970: Gemeinde Hohenahr: |                                               |                                               |                                               |                                               |

### Historische Religionszugehörigkeit
Quelle: Historisches Ortslexikon
| • 1834: | 430 evangelische Einwohner, 3 Katholiken, 12 Mennoniten, 34 Juden |
| • 1961: | 610 evangelische (= 90,64 %), 62 katholische (= 9,21 %) Einwohner |

## Sehenswürdigkeiten und Kulturdenkmäler
- Burg Hohensolms
- Evangelische Kirche mit Christophorusmalerei
- Aussichtsturm auf dem Altenberg
- Torbogenanlage
- Parkanlage „Hals“
- Ehrenmal auf dem Hals
- ausgedehnte Waldgebiete mit Wandermöglichkeiten (Zweiburgentour)
- Jüdischer Friedhof
- Schlossberglift
- Bikepark am Sportplatz
- Modelleisenbahnanlage in der Burgstraße

## Wirtschaft und Infrastruktur
Hohensolms ist durch die Landesstraße 3053 mit dem Umland verbunden. Im Ort sind eine Bäckerei mit Lebensmittelgeschäft, mehrere Dienstleistungs- und Handwerksunternehmen, eine Allgemeinmedizinerin, eine Zahnarztpraxis und eine Rechtsanwaltskanzlei ansässig.
Der Ort verfügt über ein Dorfgemeinschaftshaus mit Saal, Bücherei und Kegelbahn, ein Gemeindehaus der Evangelischen Kirchengemeinde, einen Kindergarten, ein Feuerwehrhaus, einen Kunstrasensportplatz mit Sportlerheim sowie ein Schützenhaus mit Kleinkaliber- und Luftgewehrständen. Hinter dem Schloss ist bei ausreichender Schneemenge im Winter ein Ski- und Rodellift in Betrieb. 2022 wurde beim Sportplatz auch ein Bikepark für Mountainbiker eröffnet. Den oberhalb des Dorfes liegenden „Hals“ nutzen Gleitschirmflieger für ihre Starts.
Außerhalb des Ortskerns gehören eine ehemalige Mühle (Lohmühle) sowie zwei landwirtschaftliche Gehöfte (Weiherhof und Leiterhof) zur Gemarkung Hohensolms.
Hohensolms ist auch als „Berg der Jugend“ bekannt. Schon 1924 wurde die einstige Burg- und Schlossanlage der Solmser Grafen Sitz der „Christdeutschen Jugend“. Seit den 1950er Jahren betrieb dann die EKHN darin ein Tagungs- und Freizeithaus (Evangelische Jugendburg Hohensolms). 2022 wurde die Schlossanlage von der Landeskirche an die Privatschule „Carpe Diem Hohensolms GmbH“ verkauft.
In ruhiger Lage auf dem benachbarten „Hals“ befindet sich zudem ein Rehabilitationszentrum für behinderte Kinder und Jugendliche (Haus Hohensolms).
In den Jahren 2012/13 wurde in der Gemarkung Hohensolms der Windpark Hohenahr mit sieben Windenergieanlagen errichtet.

## Persönlichkeiten
- Georg Eberhard, Graf zu Solms-Hohensolms-Lich (1563–1602), Adliger und Oberst im niederländischen Freiheitskrieg
- Amalie, Gräfin zu Lippe-Detmold, geborene Gräfin zu Solms-Hohensolms (1678–1746)
- Friedrich Ludwig Ernst Gerland (1755–?), Jurist, u. a. Konsulent beim Reichsjustizkollegium der liv-, est- und finnländischen Rechtssachen zu St. Petersburg
- Philipp Carl Heinrich Colonius (1798–1858), Jurist, Rechtsanwalt in Neuwied, 1848 Mitglied des Vorparlaments der Deutschen Nationalversammlung
- August Wilhelm von Klipstein (1801–1894), Mineraloge, Forstwissenschaftler und Geologe
- Friedrich Sartorius (1808–1865), Pfarrer und Mitglied der Zweiten Kammer des Landtags des Großherzogtums Hessen
- Ernst Emanuel Krauss alias Georg Stammler (1872–1948), Schriftsteller (liegt in Hohensolms begraben)
- Adelbert Gümbel (1887–1970), Beamter, Genealoge und Sammler
- Wilhelm Löhr (1889–1941), Chirurg
- Hanns Löhr (1891–1941), Mediziner, Hochschullehrer und -rektor, SS- und SA-Führer